# 史邦載
史邦載（1547年—？），字元熙，號道山，直隸常州府江陰縣民籍蘇州府長洲縣人，明朝政治人物。

## 生平
萬曆七年（1579年）己卯科應天府鄉試第三十三名，萬曆八年（1580年）庚辰科會試第七十七名，登二甲第三十名進士。都察院觀政，次年授南京兵部主事，十一年升员外郎，十二年升郎中，丁憂归乡。十七年复除工部郎中，十九年升汀州知府，二十一年京察降职为河南禹州同知。抑豪右，毁淫祠，即颍亭旧址创立書院，政聲懋著，以疾暴卒。

## 家族
曾祖史昌；祖父史祥；父史鎰。母喬氏。